# Kóny
Kóny (németül: Koln) község Győr-Moson-Sopron vármegyében, a Csornai járásban.

## Fekvése
Magyarország északnyugati részén, a Rábaköz határán helyezkedik el, Győr (22 km) és Csorna (10 km) között. Határában 250 hektárnyi védett terület a Fertő–Hanság Nemzeti Park része. Természeti értéke a tőzegtavak rendszere, melynek 60 hektáros vízterülete horgászásra, csónakázásra alkalmas.

### Megközelítése
Közigazgatási területén áthalad kelet-nyugati irányban a 85-ös főút és az M85-ös autóút is, ezek a legfontosabb közúti megközelítési útvonalai. Lakott területét mindkét útvonal észak felől kerüli el; központján csak a 8502-es út vezet végig, észak felé pedig a 8509-es út indul innen.
A települést a hazai vasútvonalak közül a MÁV 8-as számú Győr–Sopron-vasútvonala érinti, melynek egy megállási pontja van itt. Kóny vasútállomás a község központjában helyezkedik el, közúti elérését a 8502-es útból kiágazó 84 307-es számú mellékút biztosítja.

## Története
- A település címerében korona és ló látható. Az előbb arra utal, hogy a falu II. Andrástól kapta az alapítólevelet (1228).
- Az oklevél tanúsága szerint II. András király az 52 szabadosból álló falut a Téth nemzetségből származó Demeternek adományozta.
- A falu a nevét a kutatók a szláv „kony” (ló) szóból eredeztetik. Ez magyarázza a ló megjelenését a címerben és gyakori előfordulását a hagyományokban.
- A XVI. század végén a királyi kamara a község tulajdonosa, de haszonélvezői igen sűrűn váltakoznak, 1622-ben a Gencsy és a gróf Cseszneky család osztozott a birtokon. 1685-től többszöri birtokosváltás után ismét a győri káptalané lett.
- 1641-ben Nádasdy Ferenc katonái kifosztották a települést.
- A XVIII. századi virágzó állattartás eredményeként bekövetkező gazdasági fellendülés megteremtette az alapját az újabb és újabb építkezéseknek.
- A XIX. században a jobbágybirtokok megváltását követően is jelentékeny területű föld maradt a káptalan kezén.

## Közélete

### Polgármesterei
| Polgármester | Polgármester | Polgármester |
| ------------ | ------------ | ------------ |
| 1990–1994    | Aller Imre   | független    |
| 1994–1998    | Aller Imre   | független    |
| 1998–2002    | Aller Imre   | független    |
| 2002–2006    | Aller Imre   | független    |
| 2006–2010    | Aller Imre   | független    |
| 2010–2014    | Aller Imre   | független    |
| 2014–2019    | Aller Imre   | független    |
| 2019–2024    | Aller Imre   | független    |
| 2024–        | Aller Imre   | független    |

## Népesség
A település népességének változása:
| Lakosok száma | 2647 | 2621 | 2640 | 2749 | 2663 | 2714 | 2697 |
|               | 2013 | 2014 | 2015 | 2021 | 2022 | 2023 | 2024 |

A 2011-es népszámlálás során a lakosok 90%-a magyarnak, 1,2% németnek, 0,2% szlováknak mondta magát (10% nem nyilatkozott; a kettős identitások miatt a végösszeg nagyobb lehet 100%-nál). A vallási megoszlás a következő volt: római katolikus 72,9%, református 1,5%, evangélikus 1,8%, felekezeten kívüli 3,9% (19,4% nem nyilatkozott).
2022-ben a lakosság 94,5%-a vallotta magát magyarnak, 1,7% németnek, 0,2% cigánynak, 0,2% románnak, 0,1% szlováknak, 0,9% egyéb, nem hazai nemzetiségűnek (5,3% nem nyilatkozott; a kettős identitások miatt a végösszeg nagyobb lehet 100%-nál). Vallásuk szerint 52,1% volt római katolikus, 1,7% evangélikus, 1,4% református, 0,4% görög katolikus, 0,8% egyéb keresztény, 1,1% egyéb katolikus, 7,4% felekezeten kívüli (34,9% nem válaszolt).

## Kónyi verbunk
A kónyi verbunk a Rábaköz legelterjedtebb, egytételes (körverbunk) típusa. A két világháború között háttérbe szorította a korábban általánosabb karéj nevezetű táncot.

## Látnivalók
- Barokk stílusú római katolikus templom, eredetileg egyhajós, újabban kereszthajóval és új szentéllyel megtoldott épület, egy toronnyal
- Szent Antal-kápolna
- Sírtói-kápolna
- Nepomuki Szent János szobor
- Szentháromság-szobor
- Tőzeg-tavak
- Kerék-tó
- Tündér-tó

## Híres szülöttei
- Dobai Sándor (1927),  római katolikus pap, a Benelux államok magyar főlelkésze
- Fejérkövy István (1522-1596) főpap, pannonhalmi főapát és királyi helytartó
- Kamondi Imre (1933-2007), labdarúgó
- Klafszky Emil (1934-2009), matematikus, mérnök, egyetemi tanár
- Pozsgay Imre (1933-2016), kommunista politikus, oktatási miniszter
- Itt nőtt fel: Kötter Tamás (1970), József Attila-díjas író, ügyvéd.

## Néprajzi hagyományok
A legismertebb kisalföldi falucsúfoló a faluval kapcsolatban a "Kónyi bika kanyar ám!" mondás, amelynek több legendája ismert.
"Híres Kónyban nincs lány két egyforma

Kizöldült a kónyi templomtornya

Nincsen legény aki azt ott lekaszálja

Aki a toronyba rendet vágna!
Megszületett hát egy okos ötlet

Egy bika nyakába hurkot kötnek

Hatlóerős kötél kerül a nyakába

Úgy húzzák a templom fatornyára
Mikor a füvet már lelegelte

Fejét jó magasra felemelte

Így adta az tudtára a Kónyiaknak

Hogy a toronyban többé nem aratnak.
Meg is maradt néki az emléke

Ismeri az egész Győr környéke

Ismerik az esetet az egész honban

Hogy bika legelt Kónyban a toronyban!"
A másik hagyomány a legénycéh, a Délceg Kónyi Bika Ifjak ápolják napjainkban ezt a hagyományt. 

## Képgaléria

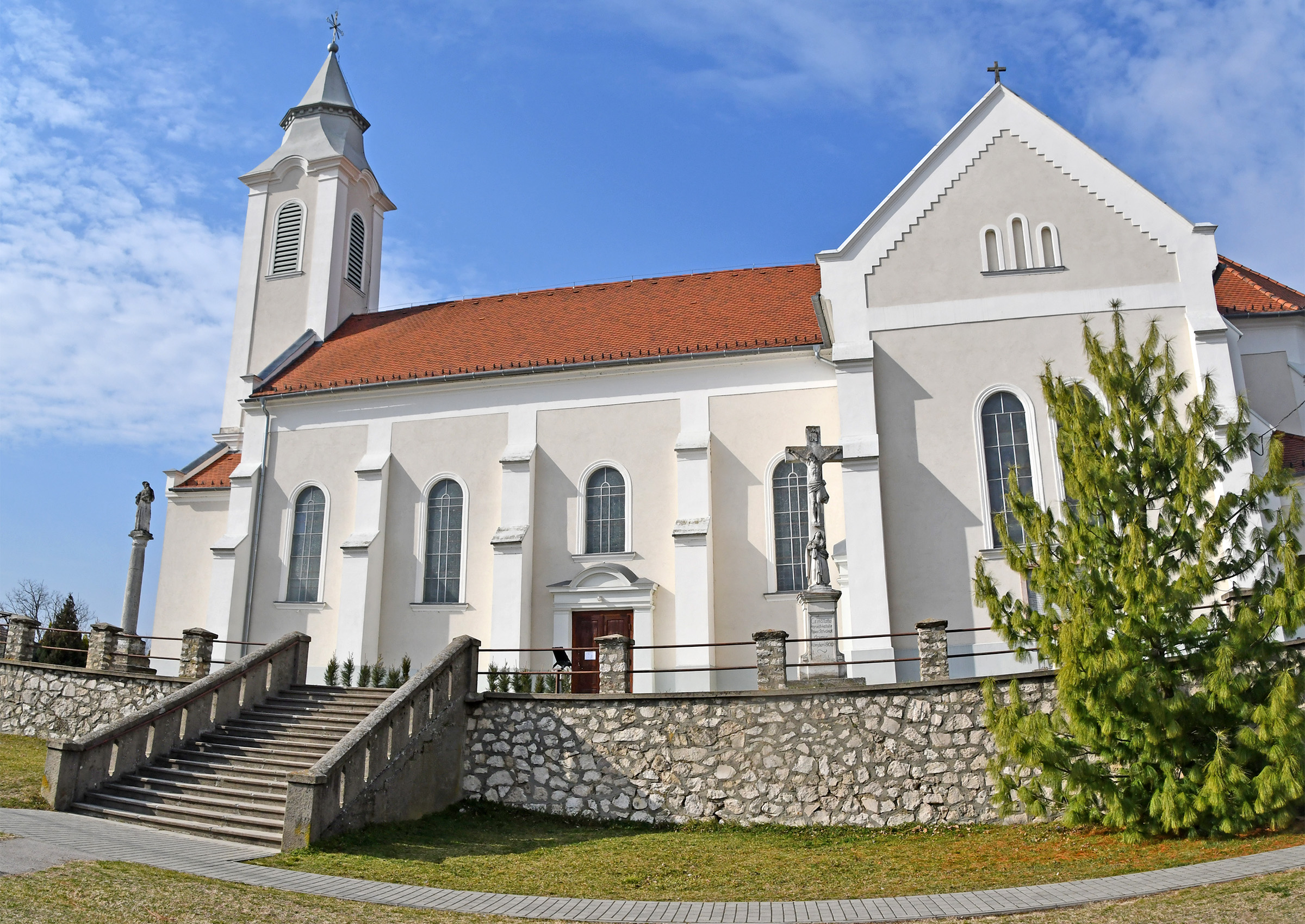
A templom az iskola felől
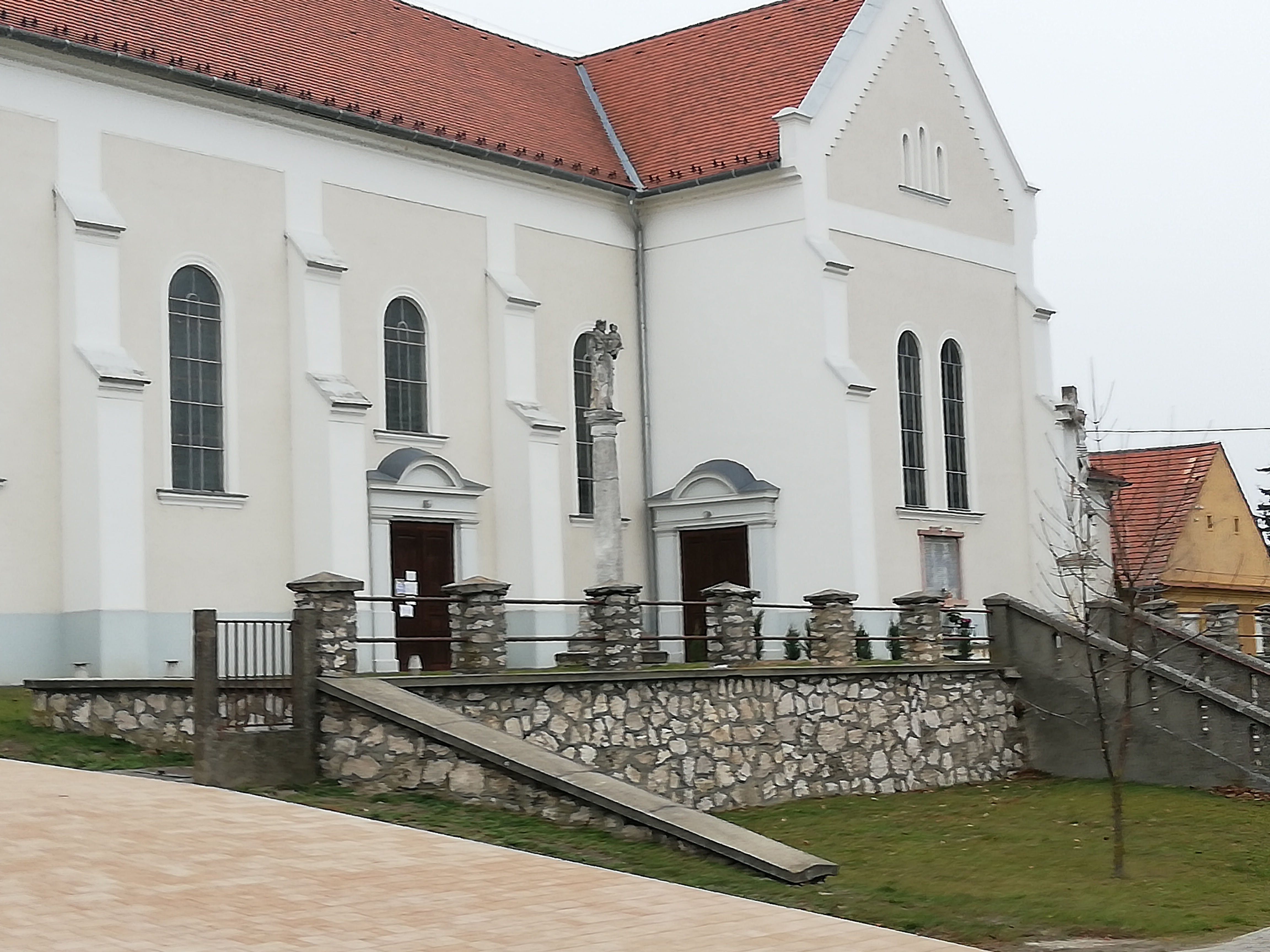
A templom falu felőli homlokzatának részlete
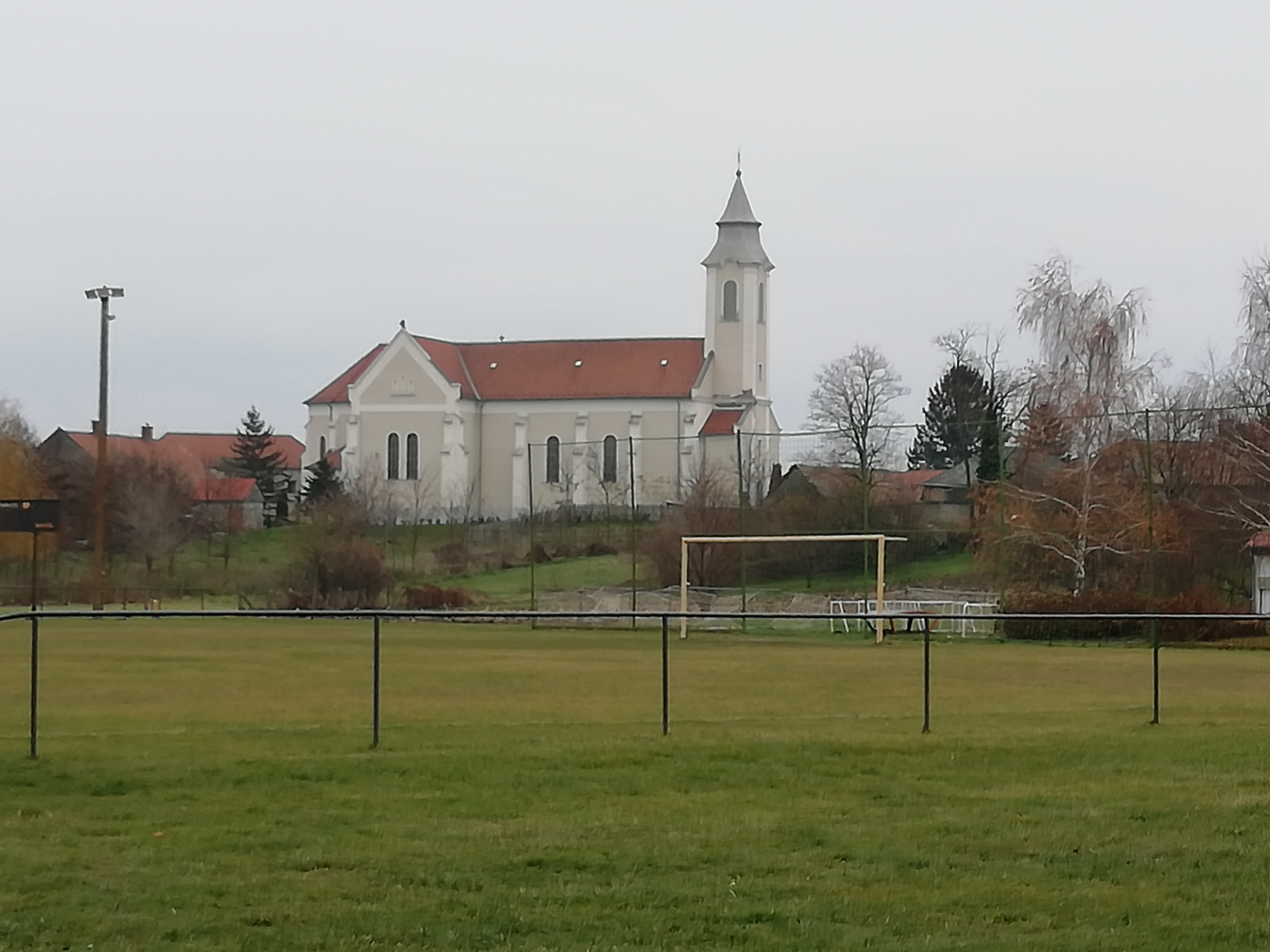
Sportpálya a templommal
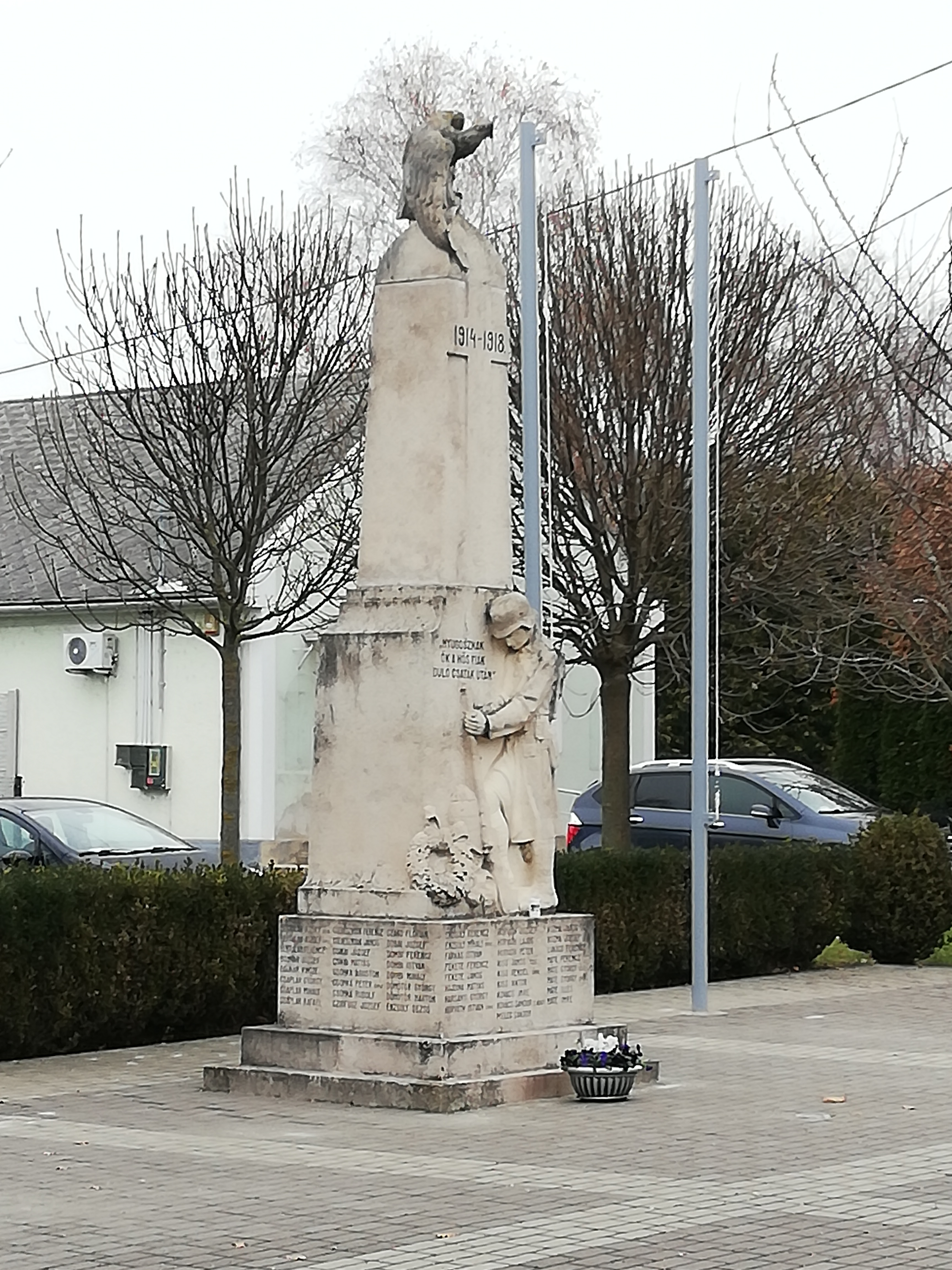
Hősi emlékmű
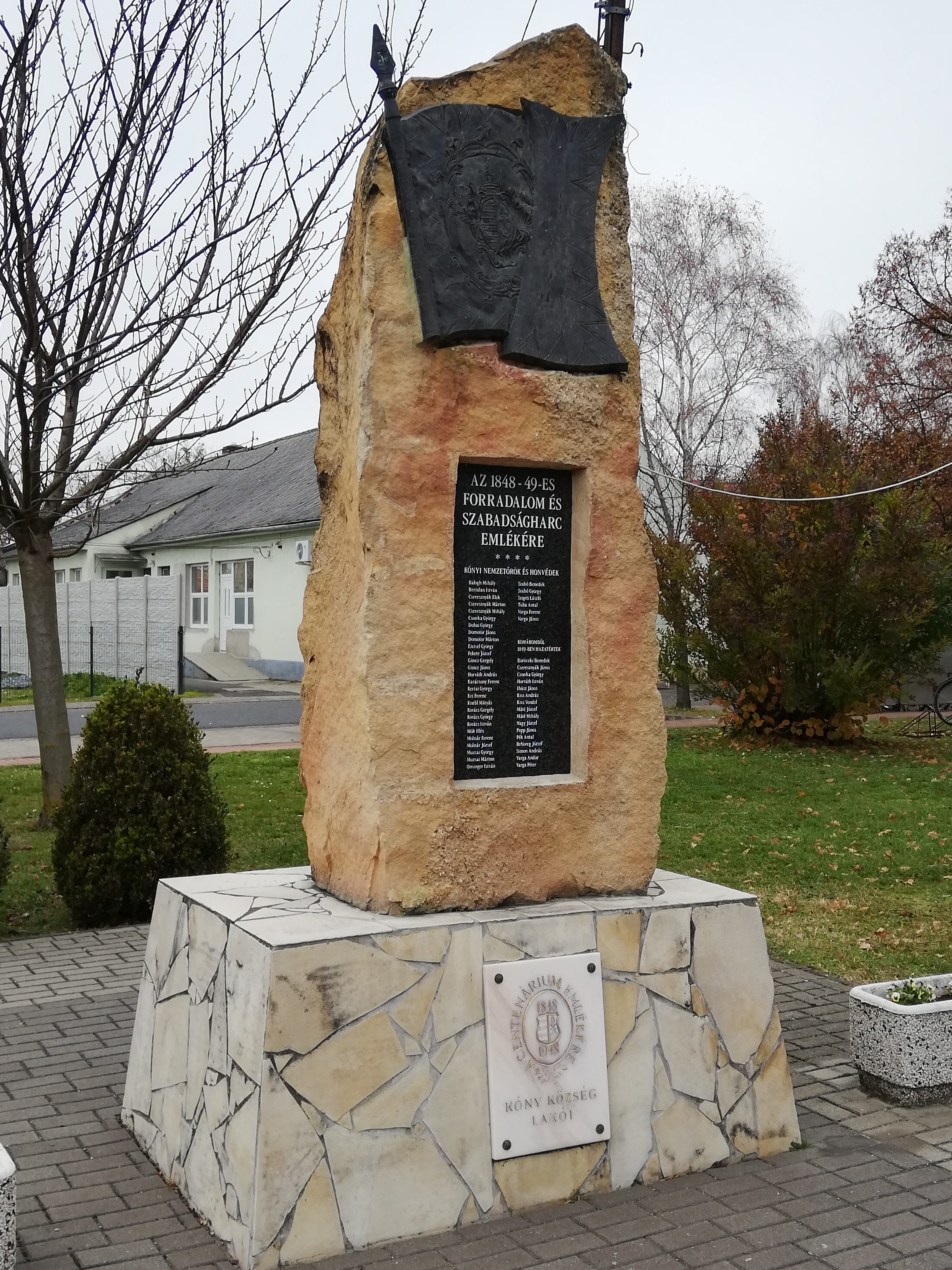
1848-49-es emlékmű
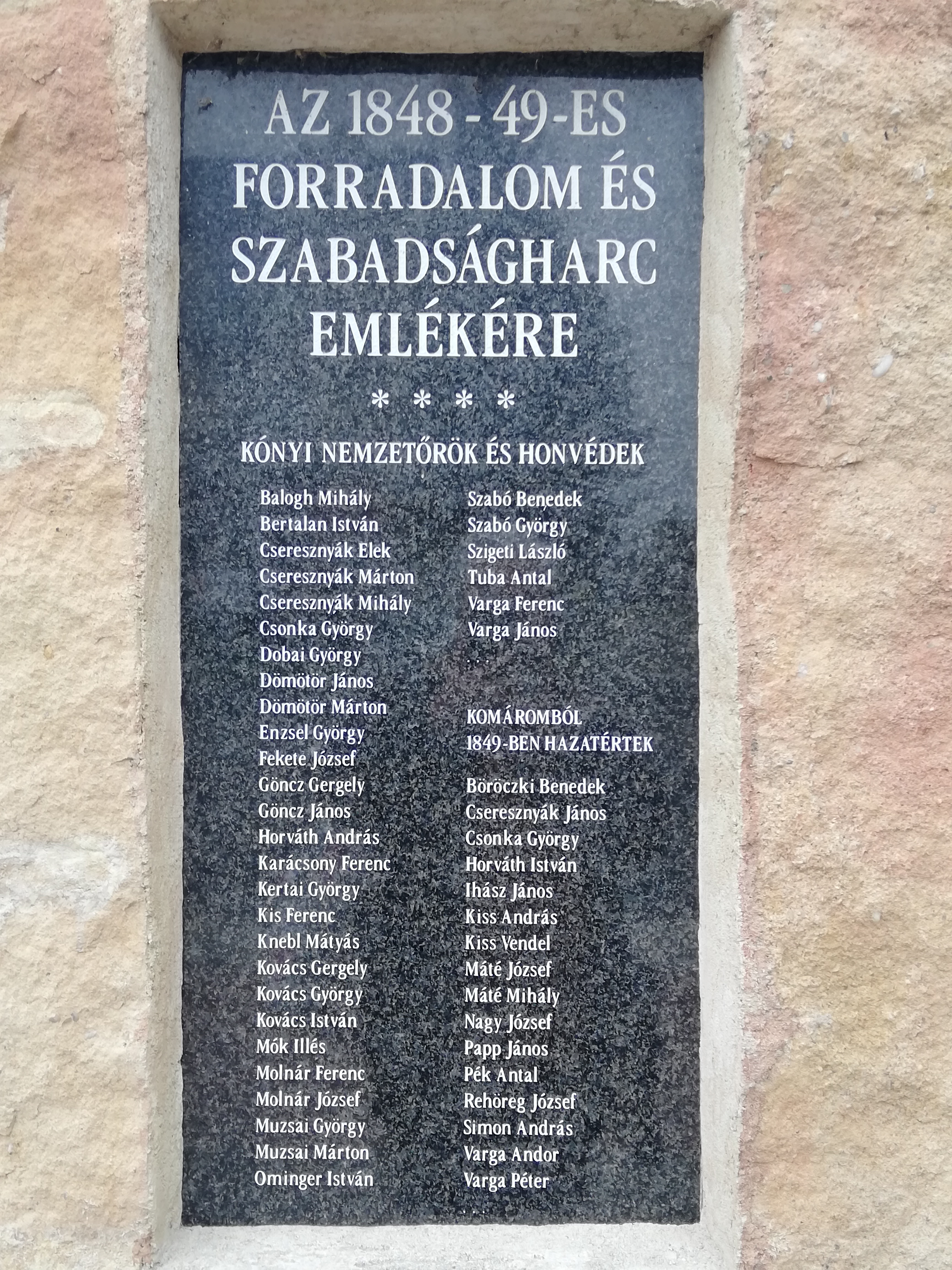
1848-49-es emléktábla
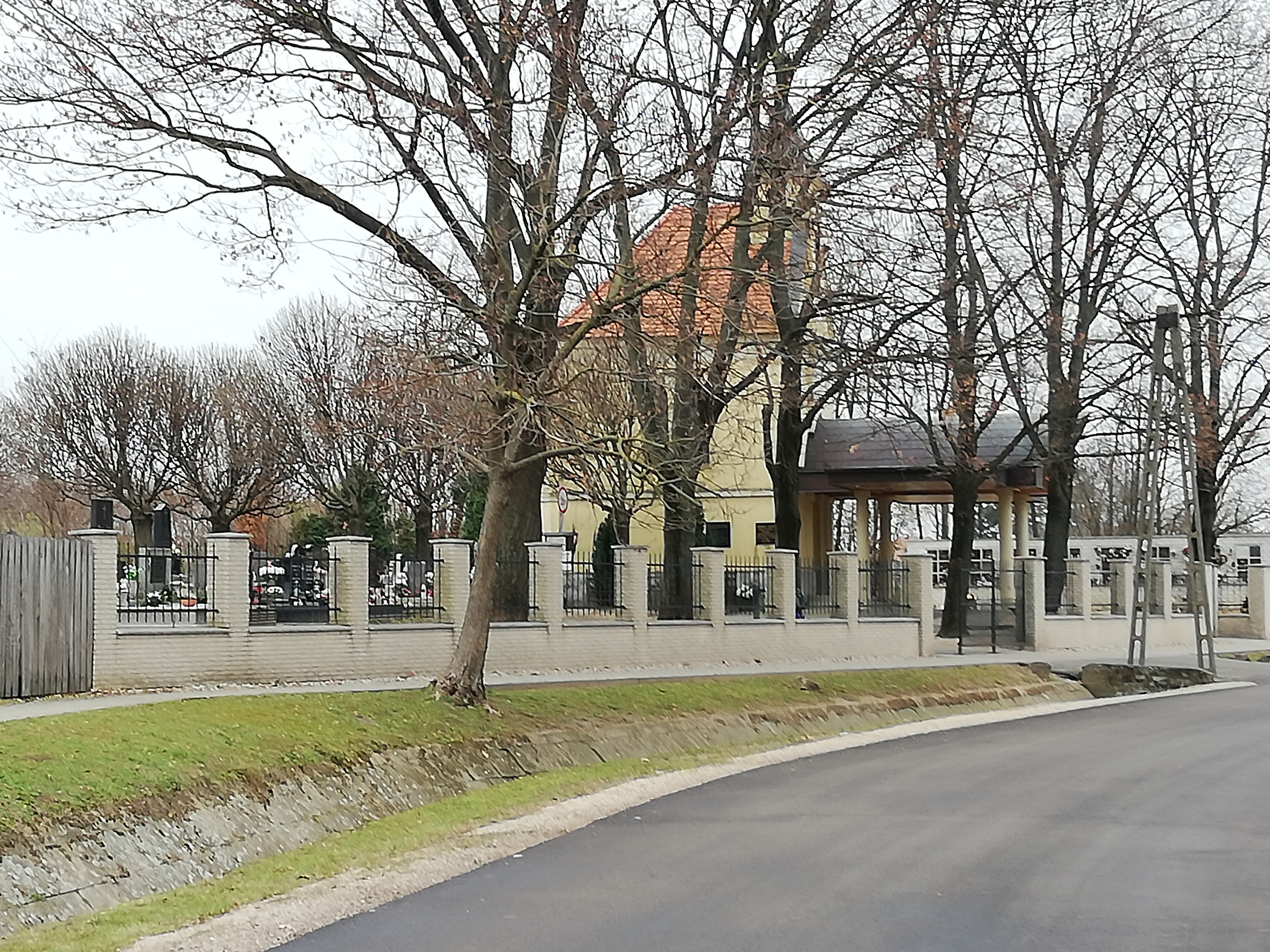
Temető
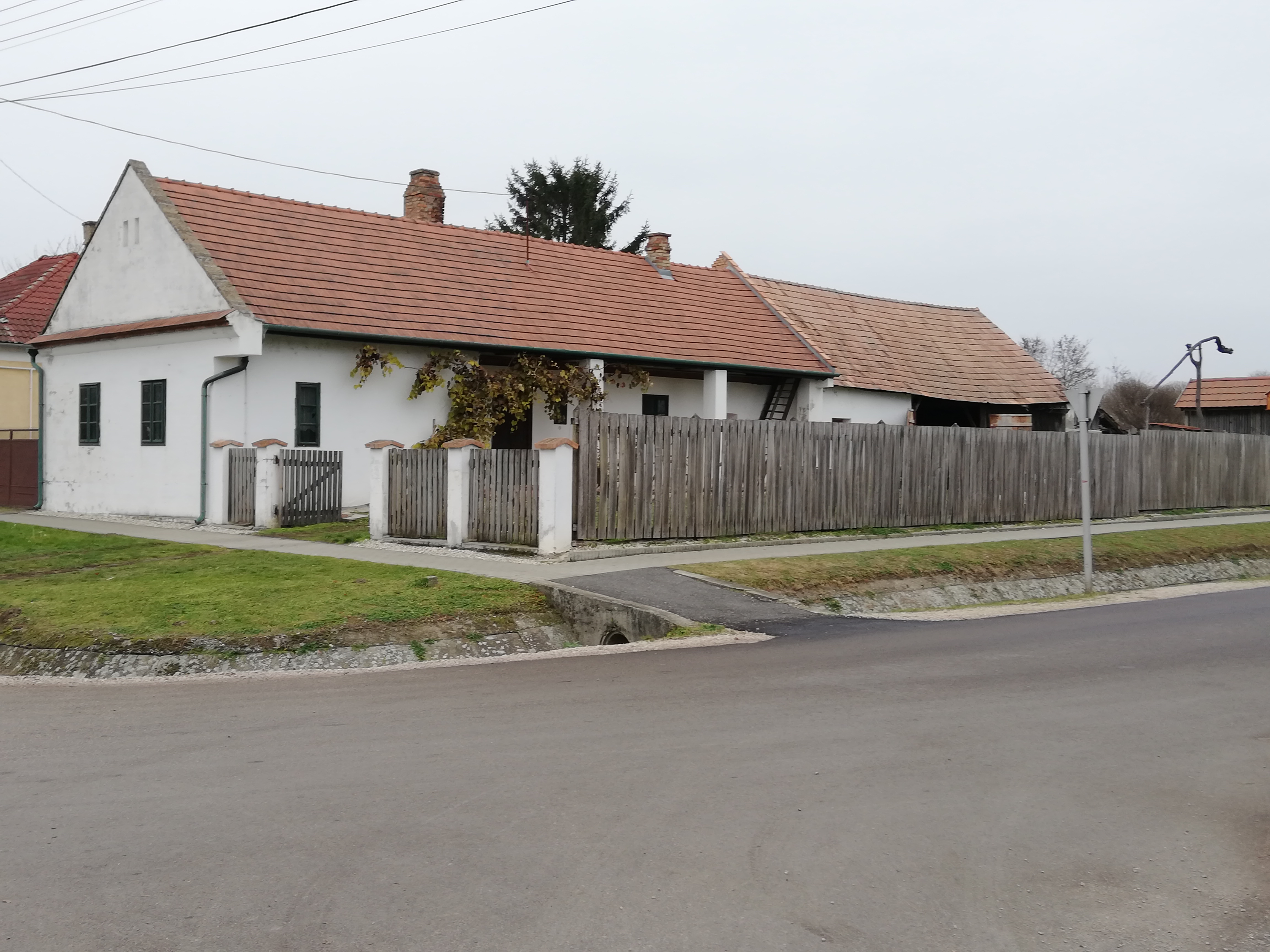
Szépen felújított régi parasztház a központban
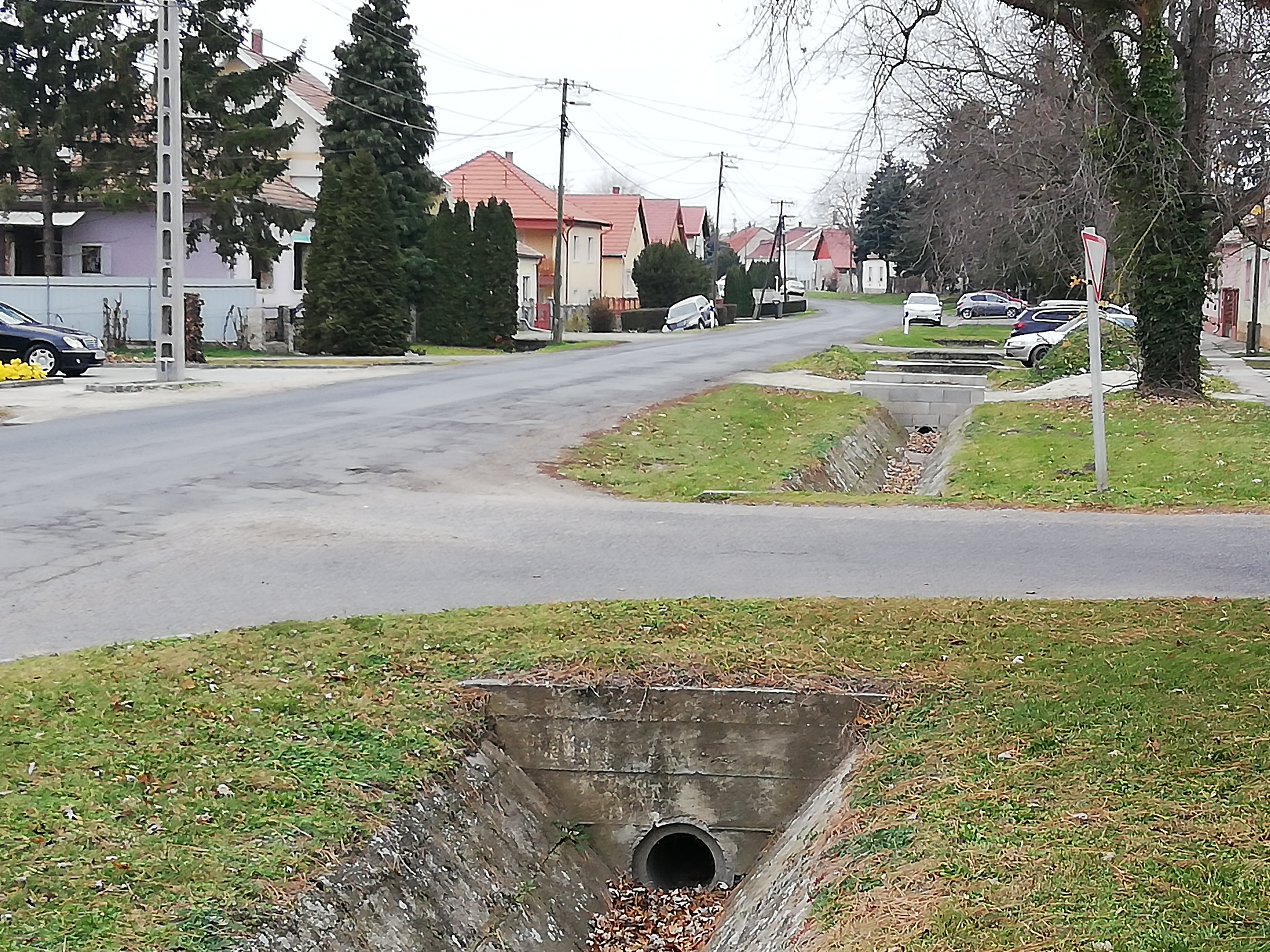
A 8502-es út a központból Fehértó felé nézve
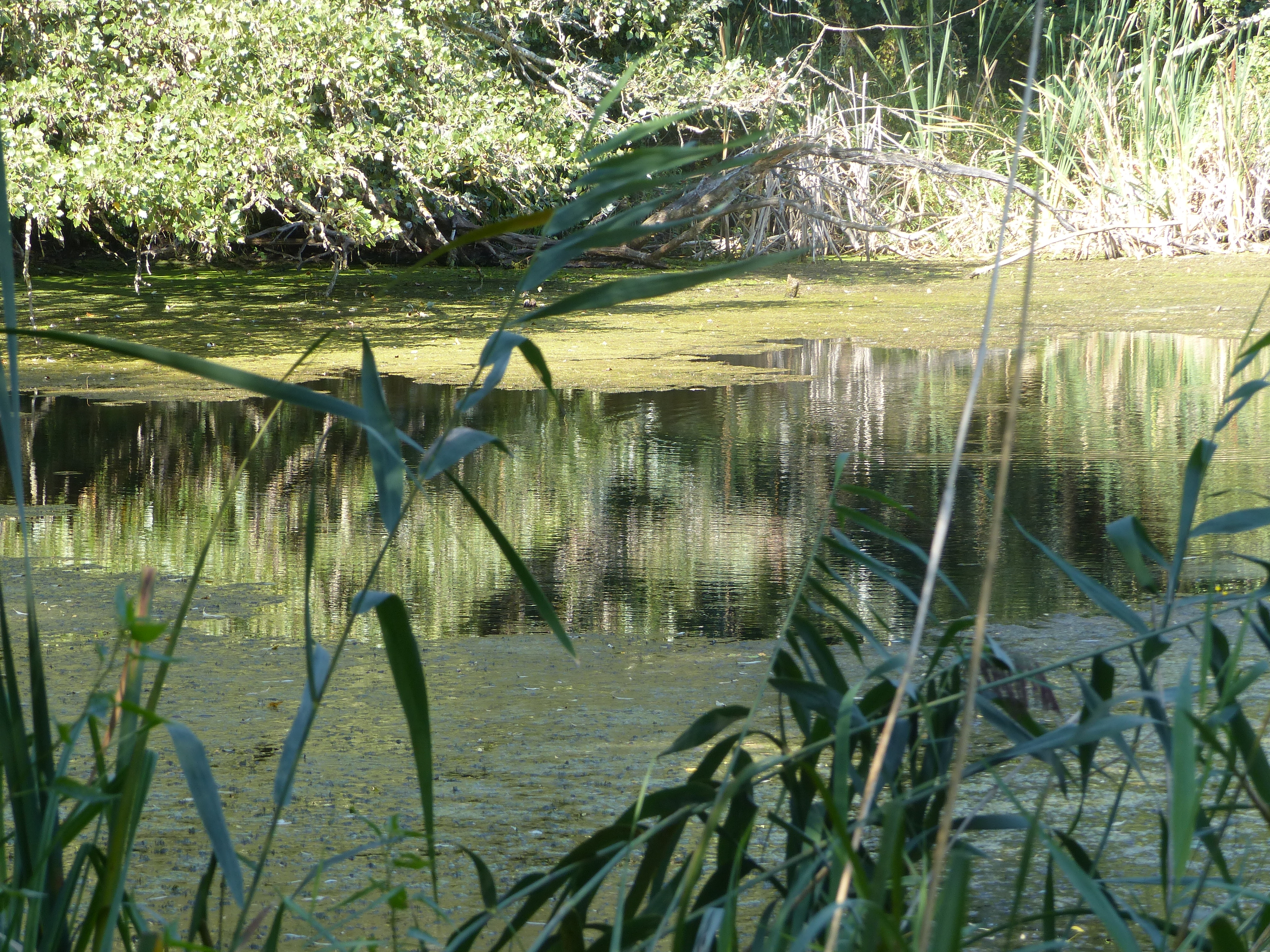
Tündértó